# Hemse
Hemse is een plaats in de gemeente, landschap en eiland Gotland in de provincie Gotlands län in Zweden. De plaats heeft 1836 inwoners (2005) en een oppervlakte van 210 hectare.

## Verkeer en vervoer
Bij de plaats lopen de Länsväg 141, Länsväg 142 en Länsväg 144.